# Lago Moawhango
El lago Moawhango es un pequeño lago artificial ubicado en la Isla Norte de Nueva Zelanda, junto al campamento militar de Waiouru, el cual pertenece al ejército de dicho país.
Se nutre principalmente del arroyo Mangaio (a su vez alimentado por desvíos de las laderas del monte Ruapehu y del río Moawhango). El agua embalsada abastece la central hidroeléctrica de Tongariro a través del túnel de Moawhango, aunque una parte se sigue dejando correr río abajo para mantener el cauce natural cerca de la localidad de Moawhango. 
En su extremo sur, el embalse se encuentra retenido por una presa.
El lago contiene una importante población de truchas arcoíris salvajes y si bien se capturan fácilmente, rara vez superan 0,9 kg de peso. El lago tiene en total tres islas, la más grande de las cuales se conoce como Ayers Rock.
Las antípodas exactas de este lago coinciden  con el embalse de Torre de Abraham, en la provincia de Ciudad Real, Castilla-La Mancha, España (concretamente, en las coordenadas 39°22′06″N 4°15′12″O / 39.3684, -4.2534 ). 
El gobierno de Nueva Zelanda estudia aprovechar este lago para un sistema de bombeo hidroeléctrico, en lugar de usar el lago Onslow.